# Cryptoperla torva
Cryptoperla torva är en bäcksländeart som beskrevs av James George Needham 1909. Cryptoperla torva ingår i släktet Cryptoperla och familjen Peltoperlidae. Inga underarter finns listade i Catalogue of Life.